# Делурени (Мехединци)
Делурени (рум. Delureni) насеље је у Румунији у округу Мехединци у општини Поноареле. Oпштина се налази на надморској висини од 511 m.

## Становништво
Према подацима из 2002. године у насељу је живело 94 становника, од којих су сви румунске националности.